# Syrphoctonus coxator
Syrphoctonus coxator là một loài tò vò trong họ Ichneumonidae.